# Campomanesia espiritosantensis
Também conhecida como guabiroba é uma espécie de Campomanesia endêmica do Espirito Santo, Brasil.

## Sinônimos
Espécie não apresenta sinônimos.

## Morfologia e Distribuição
Árvore endêmica da Mata Ombrófila do Espirito Santo, de caule, com casca fissurada com sulco delicado. Suas folhas de tamanho entre 2.5 e 7.5 compr. (cm), mais da metade das folhas, com domácias ausentes, de base aguda; margens inteiras, com pecíolos desenvolvidos. Sua Inflorescência em posição axilar, de tipo uniflora. Sua flor com sépala triangular, de botão-floral totalmente fechado arredondado, suas pétalas variam de 4 a 6, as bractéolas caducas no botão-floral, com anteras oblongas não apiculadas. O fruto de cor verde, quando imaturo, e amarelo, quando maduro, suas semente ariam de 1-4 por fruto.